# Frenkendorf
Frenkendorf is een gemeente en plaats in het Zwitserse kanton Basel-Landschaft, en maakt deel uit van het district Liestal.
Frenkendorf telt 6.394 inwoners.